# آندریا مولینلی
آندریا مولینلی (انگلیسی: Andrea Molinelli؛ زادهٔ ۶ مهٔ ۱۹۹۳) بازیکن فوتبال اهل ایتالیا است.
از باشگاه‌هایی که در آن بازی کرده‌است می‌توان به باشگاه فوتبال لیورنو اشاره کرد.